# Open Doors
«Open Doors» — міжнародна благодійна правозахисна християнська організація, метою якої є допомога вірянам, які стали жертвами дискримінації за релігійною ознакою.

## Історія
Організацію заснував у 1955 році Анне ван дер Бійль (Anne van der Bijl). На початку своєї діяльності «Open Doors» займалась розповсюдженням Біблії та біблійних матеріалів серед християн з Китаю та соціалістичних країн східної Європи.
З 1978 організація надає допомогу християнам з країн Близького Сходу та інших країн, де переважають мусульмани.
У 1988, скориставшись «політикою гласності», «Open Doors» надала мільйон примірників Біблії для Російської православної церкви за $2.5 млн.
За підсумками 2003 року, «Open Doors» розповсюдила 4 мільйони Біблій та біблейських документів і підготувала 22000 пасторів та церковних лідерів.
Станом на серпень 2007, «Open Doors» мала офіси у 27 країнах. У 2015 році «Відкриті двері» (включно з філіями) доставили 3 мільйони Біблій та літератури, а також надали допомогу 239 164 особам. У 2018 році американська організація витратила $19 291 134 на програми для переслідуваних церков, з яких $4,7 млн. пішло на фандрейзинг, а $2,8 — на адміністрування.

## Поточна діяльність
Згідно з даними «Open Doors», понад сто мільйонів людей потерпають через християнське віросповідання.
Можна виділити такі основні напрямки діяльності:
- Забезпечення недільних шкіл Біблією, християнськими книгами та навчальними матеріалами
- Організація і проведення курсів підвищення кваліфікації для представників духівництва
- Створення типографій і бібліотек
- Ліквідація неписемності
- Духовна та фінансова підтримка християнських спільнот, а також ув'язнених за релігійні переконання, їх родичів та близьких.

## World Watch List
Щороку «Open Doors» публікує «World Watch List» — список із 50 країн (автономій, суб'єктів), в котрих найчастіше порушують права християн через їх релігійну належність. 3 перші місця за підсумками 2011 року посіли Північна Корея, Іран та Афганістан.
Перша десятка рейтингу:
| Місце | Країна            |
| ----- | ----------------- |
| 1     | Північна Корея    |
| 2     | Іран              |
| 3     | Афганістан        |
| 4     | Саудівська Аравія |
| 5     | Сомалі            |
| 6     | Мальдіви          |
| 7     | Ємен              |
| 8     | Ірак              |
| 9     | Узбекистан        |
| 10    | Лаос              |

Із сусідів України варто відзначити Туреччину (30 місце) та Білорусь (42 місце).
Для порівняння, аналогічний рейтинг 2010 року:
| Місце | Країна            |
| ----- | ----------------- |
| 1     | Північна Корея    |
| 2     | Іран              |
| 3     | Саудівська Аравія |
| 4     | Сомалі            |
| 5     | Мальдіви          |
| 6     | Афганістан        |
| 7     | Ємен              |
| 8     | Мавританія        |
| 9     | Лаос              |
| 10    | Узбекистан        |